# Quatuor op. 80 de Mendelssohn

Le Quatuor à cordes en fa mineur op. 80 (MWV R 37) est une œuvre de Felix Mendelssohn écrite en 1847.

## Historique
Mendelssohn a écrit sept quatuors complets et plusieurs pièces pour cette formation ainsi que quelques partitions inachevées. Ce quatuor est la dernière œuvre achevée par le musicien, composée quelques mois avant sa mort le 4 novembre. Il s'agit d'un hommage à sa sœur Fanny, décédée le 17 mai de cette même année : il porte d'ailleurs parfois le titre de « Requiem à Fanny ». À plusieurs reprises, le thème d'une Romance sans parole dédiée à cette dernière transparaît dans la partition. Les précédents quatuors (le cycle de son op. 44) lui sont antérieurs de près de 10 ans. Mendelssohn écrira peu après deux mouvements d'une ultime œuvre pour quatuor qui restera inachevée (op. 81 no 1 et 2).
La première audition reste en privé le 5 octobre 1847, en présence d'Ignaz Moscheles. La création publique en a été faite le 4 novembre 1848, à Leipzig, avec Joseph Joachim au violon. La partition est publiée après sa mort en 1850 par les éditions  Breitkopf & Härtel. La partition manuscrite est conservée à Cracovie à la  Biblioteka Jagiellopska.

## Structure
Il est composé de quatre mouvements et son exécution demande environ un peu moins d'une demi-heure.
- Allegro vivace assai
- Allegro assai
- Adagio
- Finale Allegro molto

## Sources
- (en)[PDF]Notice de l'œuvre par Ernst Herttrich